# مقديشيو تحت الحكم الإيطالي

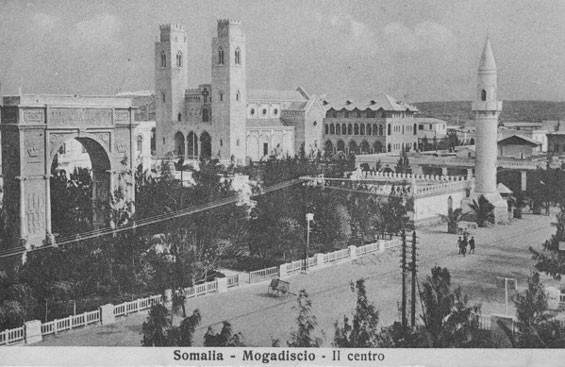
وسط مقديشو في عام 1936. مسجد الأربعة ركون إلى جانب الكاتدرائية الكاثوليكية وقوس أمبرتو.

كانت مقديشو عاصمة للصومال الإيطالي في النصف الأول من القرن العشرين، حيث كانت تحت السيطرة الإيطالية المباشرة من 1885م إلى عام 1941م، ولكن لم تنتهِ السيطرة رسمياً حتى معاهدة السلام مع إيطاليا في عام 1947 بعد نهاية الحرب العالمية الثانية.

## تاريخ
أول إيطالي كتب عن مقديشو كان التاجر والمستكشف الإيطالي ماركو بولو، حيث وصفها بالمدينة المذهلة، وكان قد تعرّف عليها خلال رحلاته التجارية.
أصبحت مقديشو خاضعةً للسيطرة الإيطالية في ثمانينات القرن التاسع عشر، بعد أن سيطرت إيطاليا على أراضي الصومال الإيطالي. في عام 1905، أصبحت عاصمة إقليم الصومال الإيطالي. أشار الإيطاليون إليها بعد ذلك مقديشو. خضعت الأراضي المحيطة بها للسيطرة الإيطالية مع بعض المقاومة بعد الحرب العالمية الأولى.ص. 28
الآلاف من الإيطاليين استقروا في مقديشو وأسسوا شركات تصنيع صغيرة. كما أنهم طوروا بعض المناطق الزراعية في الجنوب بالقرب من العاصمة مثل جانالي وفيلاجيو (حاليا جوهر).ص. 233 في الثلاثينات، تم بناء المباني والطرق الجديدة. وإنشاء سكة حديدية ضيقة طولها 114 كيلومتراً (71 ميل) من مقديشو إلى جوهر. كما تم تشييد طريق مسفلت، وهو سترادا إمبريال يهدف إلى ربط مقديشو إلى أديس أبابا.ص. 41
في عام 1940 بلغ تعداد إيطاليي الصومال 22,000 نسمة وهو ما يمثل أكثر من 44% من سكان المدينة البالغ عددهم 50,000 نسمة. ظلت مقديشو عاصمة صوماليلاند الإيطالية طوال فترة وجود النظام السياسي الأخير. في فبراير 1941 وخلال الحرب العالمية الثانية تم الاستيلاء عليها من قبل القوات البريطانية.
بعد الحرب العالمية الثانية، كانت مقديشو عاصمة إقليم الصومال الإيطالي وهي كيان سياسي ائتماني إيطالي خاضع للإشراف بموجب الأمم المتحدة لمدة عشر سنوات (1950-1960).

## معرض صور

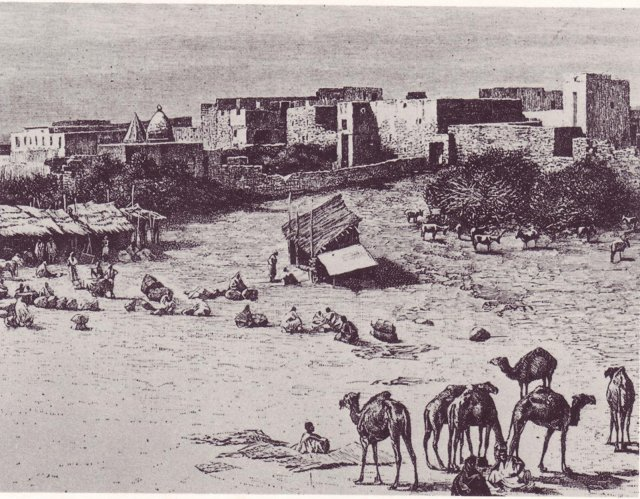
سوق مقديشو 1882
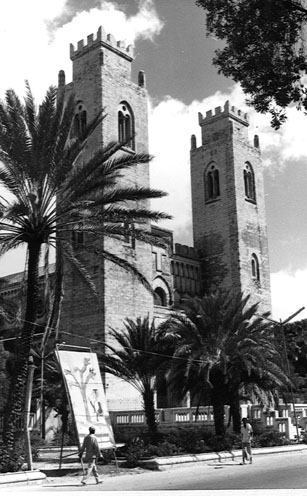
كاتدرائية مقديشو قبل بدء الحرب الأهلية الصومالية
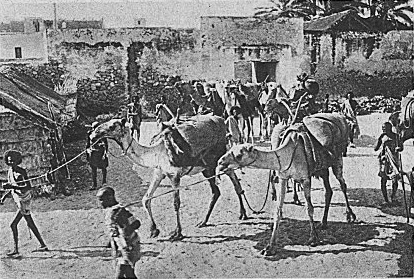
بورتا جيارديني 1931
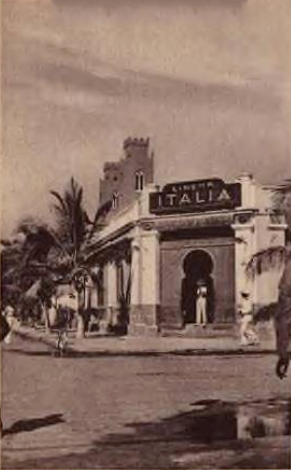
السينما الإيطالية في مقديشو 1937
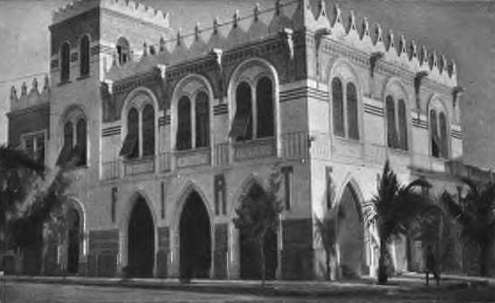
مبنى (فيات) في مقديشو 1940
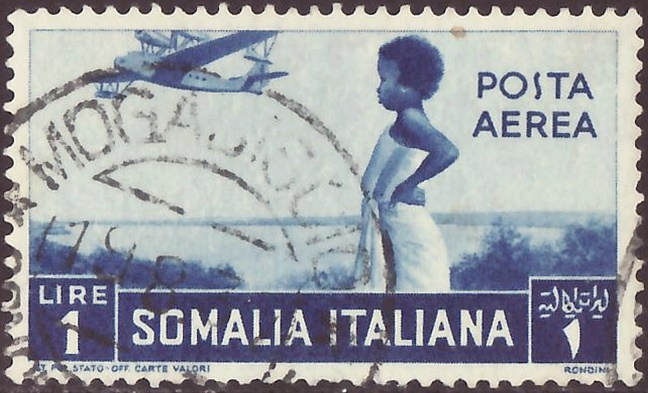
طابع إيطالي من مقديشو 1936